# Бакумов Олександр Сергійович
Олександр Сергійович Бакумов (нар. 25 квітня 1989, м. Харків) — український юрист, політик. Народний депутат України 9-го скликання.

## Життєпис

### Освіта
У 2005 році закінчив Харківський ліцей мистецтв № 133, нагороджений срібною медаллю «За досягнення в навчанні».
У 2010 закінчив Національний юридичний університет імені Ярослава Мудрого (спеціальність «Правознавство») та здобув кваліфікацію юриста (магістр права). У 2011 з відзнакою закінчив Харківський національний університет імені В. Н. Каразіна, вивчав фінанси та історію.
За визначні успіхи в навчанні розпорядженням Кабінету Міністрів України від 30.10.2008 р. призначалася академічна стипендія Кабінету міністрів України.
У грудні 2012 року закінчив аспірантуру (денної форми навчання) Національного університету «Юридична академія України імені Ярослава Мудрого», достроково захистивши дисертацію на тему: «Конституційне право громадян України на участь у виборах і референдумах та проблеми його реалізації».
За визначні успіхи в навчанні в аспірантурі розпорядженням Кабінету Міністрів України від 22.08.2012 призначалася академічна стипендія Кабінету Міністрів України.
У 2017 році з відзнакою закінчив магістратуру історичного факультету Харківського національного університету імені В. Н. Каразіна за напрямом підготовки «Історія» та здобув кваліфікацію «історик, викладач історії та суспільно-політичних дисциплін».
У травні 2021 року захистив дисертацію на здобуття наукового ступеня доктора юридичних наук.
```
Тема наукового дослідження — «Інституціоналізація відповідальності держави: теоретичні та конституційно-правові аспекти».
```

Робота захищена під науковим консультуванням знаного українського вченого-конституціоналіста, доктора юридичних наук, професора, члена-кореспондента НАПрН України, проректора Національного юридичного університета імені Ярослава Мудрого – Юрія Григоровича Барабаша.
Наукове дослідження виконане та захищене за двома спеціальностями:  12.00.01 теорія та історія держави і права, історія політичних і правових учень та 12.00.02 конституційне право, муніципальне право.
Захист проходив 15 травня 2021 року в Інституті держави і права імені В. М. Корецького Національної академії наук України.

### Військова служба
У 2009 році завершив програму підготовки офіцерів запасу на Військово-юридичному факультеті Національної юридичної академії України імені Ярослава Мудрого з присвоєнням офіцерського звання.
Проходив військову службу за призовом під час четвертої хвилі мобілізації у лавах Державної прикордонної служби України. 
Брав участь у бойових діях на Донбасі. 
Проходив службу у військовому резерві. Офіцер запасу, військове звання — підполковник.

### Професійна кар'єра
- Грудень 2012 року — 2015 рік — асистент кафедри конституційного права України Національного університету «Юридична академія України імені Ярослава Мудрого»;
- 2015 рік — військова служба за призовом під час мобілізації на особливий період у лавах Державної прикордонної служби України;
- 2016—2018 рік — доцент кафедри конституційного і міжнародного права факультету № 4 Харківського національного університету внутрішніх справ;
- З 2017 року вів адвокатську діяльність.
- З листопада 2018 року працював проректором Харківського національного університету внутрішніх справ.

Науковий ступінь — доктор юридичних наук. Вчене звання — професор.
Олександр Бакумов є членом Ради Харківської обласної організації Союзу юристів України.
З липня 2019 — народний депутат Верховної Ради України IX скликання. На виборах у виборчому окрузі № 173 (Основ'янський район, частина Слобідського району м. Харкова) набрав 45,92 % голосів.
Член Комітету Верховної Ради з питань правоохоронної діяльності.
З 4 вересня 2019 року по 3 листопада 2021 року - працював головою підкомітету з питань кримінального законодавства та протидії злочинності.
З 30 червня 2022 року - обраний головою підкомітету з питань кримінального законодавства, воєнних злочинів та кримінологічної діяльності.
3 1 липня 2022 року - обраний головою Тимчасової спеціальної комісії Верховної Ради України з питань міжнародного гуманітарного та міжнародного кримінального права в умовах збройної агресії Російської Федерації проти України. (https://zakon.rada.gov.ua/rada/show/2351-20#Text)
За даними ЗМІ, під час карантину у 2020 році гречкосіяв, передавав засоби індивідуального захисту.

### Особисте життя
З 30 травня 2013-го по 1 червня 2020 року був одружений з Кариною Бакумовою (до шлюбу Скоробагач). У шлюбі народилися син Ярослав та донька Кароліна.

## Нагороди та відзнаки
- Орден «За заслуги» III ступеня;[джерело?]
- Відзнака Президента України «За участь в антитерористичній операції»;
- Відзнака Начальника Генерального Штабу Збройних Сил України нагрудний знак «Учасник АТО»;
- Подяка Харківського міського голови;
- диплом переможця XVIII обласного конкурсу «Вища школа Харківщини — кращі імена» у номінації «За шляхетний приклад служіння українському народові».

## Законопроектна робота
Рух Чесно презентував підсумки дослідження щодо діяльності народних депутатів ІХ скликання. Увійшов у ТОП-10 за кількістю поданих законопроектів та проектів установ. ТОП-20 за кількістю ініціатив, які частіше стають законами - 187 ініціатив стали законами, що дорівнює 37% від зареєстрованих. 
Став співавтором таких комплексних, системних та інноваційних законопроектів:
№4265 - про державну реєстрацію геномної інформації людини (Закон №2391-IX від 09.07.2022).
Метою Закону є врегулювання процесів створення і функціонування обліку геномної інформації людини в Україні та удосконалення роботи правоохоронних органів України із запобігання, виявлення, розкриття та розслідування злочинів з метою профілактики кримінальних правопорушень, встановлення осіб, які вчинили кримінальні правопорушення, розшуку зниклих безвісти, ідентифікації невпізнаних осіб, у тому числі військовослужбовців.
№7120 - про забезпечення участі цивільних осіб у захисті України (Закон № 2114-IX від 03.03.2022).
Законом надана можливість отримання вогнепальної зброї та боєприпасів до неї цивільними особами, громадянам України, а також іноземцям та особам без громадянства, які на законних підставах перебувають на території України, та виявили намір взяти участь у захисті держави, протягом дії воєнного стану в Україні, а також обов’язок їх повернення протягом 10 днів після припинення або скасування такого стану.
№2689 - про внесення змін до деяких законодавчих актів України щодо імплементації норм міжнародного кримінального та гуманітарного права.
Законопроект спрямовано на забезпечення повноти імплементації положень міжнародного кримінального і гуманітарного права щодо кримінально-правового переслідування за міжнародні злочини (геноциду, злочин агресії, злочини проти людяності та воєнні злочини), а також забезпечення виконання міжнародних зобов'язань щодо запобігання юридичній та фактичній безкарності за вчинення таких злочинів.
№8268 - про застосування та дотримання норм міжнародного гуманітарного права в Україні.
Метою законопроекту є визначення правових та організаційних засад функціонування системи застосування норм міжнародного гуманітарного права в Україні, змісту та порядку застосування превентивних механізмів щодо його забезпечення, правил щодо усунення наслідків можливих порушень, закріплення порядку контролю за дотриманням норм гуманітарного права під час та після завершення збройного конфлікту, а також визначення компетенції державних органів у сфері поширення знань про міжнародне гуманітарне право.
Співініціатор законопроєкту №7351. Законопроєкт оцінений у ЗМІ як спроба відновити смертну кару в Україні.
Але, насамперед, читаючи порівняльну таблицю законопроєкту №7351 розумієш, що стаття 22-1 має три різні частини, які автономні одна від одної (читати Закон - https://zakon.rada.gov.ua/laws/show/548-14#top).
Частина  перша  - права командира в особливий період щодо застосування заходів фізичного впливу щодо військовослужбовців.
Частина друга - застосування зброї в бойовій обстановці щодо військовослужбовців, які вчиняють кримінальне правопорушення та з метою його припинення.
Частина третя - особливості застосування зброї.
У запропонованій редакції частини другої статті 22-1 Закону, згідно з інформацією з порівняльної таблиці проєкту Закону (https://itd.rada.gov.ua/billInfo/Bills/Card/39562), прибираються слова "при цьому не заподіюючи смерті військовослужбовцю". Таким чином, у редакції законопроєкту, норма ставала б загальною та потенційно надавала б право командирам в бойовій обстановці застосувати зброю з метою припинення кримінального правопорушення.
Риторика про «право на вбивство» не відповідає дійсності, адже право на застосування зброї не є правом на вбивство. Норми Кримінального кодексу ніхто не скасовував. В жодному профільному Законі, який регулює порядок застосування зброї, наприклад, ЗУ "Про Національну поліцію України" чи ЗУ "Про Державну прикордонну службу України" тощо немає положення «не заподіюючи смерті» особі, адже зброя сама по собі має летальний характер і її застосування не може гарантувати уникнення летального випадку.
Таким чином, законопроєкт №7351 надавав можливості припиняти кримінальне правопорушення, пов'язаного з непокорою, опором чи погрозою начальнику, застосуванням насильства та яке вчиняється військовослужбовцем в умовах воєнного стану чи бойовій обстановці, з метою затримання такого військовослужбовця.
Авторами закону також виступили депутати «Слуги народу» Безугла М.В., Мазурашу Г.Г. та Федієнко О.П.. За інформацією видання «Лівий Берег», (повна картка законопроєкту стала недоступна після відкликання, а авторський колектив "змінився" 24 травня без пояснення причин) співініціаторами виступили інші представники партії Слуги народу — Аліксійчук О. В., Гривко С.Д., Третьякова Г.М., Войцехівський В.О.. Законопроєктом пропонувалось прибрати рядок «не призводячи до смерті військовослужбовця» із cт.22-1 «Статут внутрішньої служби Збройних Сил України». Законопроєкт пройшов профільну раду, зазнав значної критики у соцмережах та ЗМІ та був без пояснень відкликаний, згодом, 24 травня, без пояснень причин, у законопроєкту змінився авторський колектив, а партія відмовилась коментувати законопроєкт.